# Walther Funk
Walther Immanuel Funk (Trakehnen, 1890. augusztus 18. – Düsseldorf, 1960. május 31.) üzletember, politikus, bankár, közgazdász, német gazdasági miniszter, a nürnbergi perben háborús bűnös.

## Élete
1890. augusztus 18-án Trakehnenben született. 1931-ben lépett be a náci pártba. Szoros kapcsolatokat épített ki a párt és a német nagyiparosok között. A háború előtt több párt és politikai funkciót is betöltött. 1933-ban birodalmi sajtófőnök, 1937-től Hjalmar Schacht utódaként betöltötte a gazdasági miniszteri tisztséget. 1939-től szintén Schachtot váltotta fel a Reichsbank élén. 
Nem volt kiforrott és jelentős a programja, a háború második felében sokkal inkább Albert Speer szervezte a hadigazdaságot. A nürnbergi perben életfogytiglani börtönre ítélték, de 1957-ben rossz egészségi állapotára való tekintettel kiengedték a börtönből. Düsseldorfban 1960. május 31-én halt meg.